# Bór sosnowy
Dicrano-Pinion – syntakson w randze związku należący do klasy borów szpilkowych Vaccinio-Piceetea. W zasadzie pokrywa się z tradycyjnym pojęciem borów sosnowych (choć zaliczane do niego są występujące na podobnych siedliskach lasy mieszane, a nawet liściaste).

## Charakterystyka
Widny, wysokopienny las z dominacją sosen, zwykle z domieszką brzóz. Warstwa krzewów jest luźna i złożona z podrostów brzóz i jałowca. Runo jest ubogie i w zależności od warunków siedliskowych tworzą je głównie borówki i wrzos. W miejscach suchych warstwę tę tworzą mchy i porosty, niekiedy dość obficie występują trawy i orlica pospolita.
Gleba
Bory sosnowe występują na glebach ubogich i skrajnie ubogich (oligotroficznych i mezotroficznych), kwaśnych, wytworzonych z piasków luźnych lub słabo gliniastych, ale także torfowiskowych. Poziom zalegania wody gruntowej jest zróżnicowany – od siedlisk suchych po bagienne, bardzo mała mineralizacja wód.
Światło
Dopływ energii promienistej do dna lasu jest w borach sosnowych duży od 40 do 90% w borach chrobotkowych. Specyficzną cechą oświetlenia borów sosnowych jest jego względna jednorodność przestrzenna, wynikająca z wielokrotnego rozproszenia światła na igłach w koronach sosen. Sosny są światłolubne, więc często na otwartych terenach tworzy się nalot sosnowy. Ich naturalne odnowienia są jednak możliwe tylko przy zachowanych warunkach świetlnych. W warunkach naturalnych nierzadko zacienienie wzrasta na tyle, że odnawiać się mogą tylko bardziej cienioznośne gatunki, np. świerk, co ma wpływ na kilkusetletnie cykle drzewostanu.
Powietrze
Wilgotność powietrza jest różna. Nierzadko jest mała bądź bardzo mała. Duże przewietrzanie spowodowane znaczną ruchliwością powietrza, wymiana mas powietrza między warstwą koron a dnem jest znaczna. W borach sosnowych jest niska czasami średnia produkcja tlenu to znaczy, że w drzewostanach dojrzałych wytwarzane jest w ciągu roku 5 ton tlenu na obszarze 1 ha. W młodnikach produkcja ta jest wyższa i wynosi 10-12 ton. Powietrze szczególnie w porannych godzinach zawiera ozon (średnio 0,015 mg/m³). Fitoaerozole w borach sosnowych zawierają głównie monoterpeny z niewielką domieszką seskwiterpenów, terpenoidów i innych substancji chemicznych. Zawartość aeroplanktonu jest nieduża dzięki bakteriobójczym i grzybobójczym własnościom monoterpenów i ozonu.
Własności terapeutyczne
Bory sosnowe są typem środowiska oddziałującym leczniczo na choroby układu oddechowego. Substancje lotne, poza silnym działaniem dezynfekcyjnym, obniżają ciśnienie krwi i wpływają tonizująco na układ nerwowy.
Występowanie
Borealno-kontynentalny obszar niżowy Europy (jej północno-wschodnia część) w tym niemal cały obszar Polski, z wyjątkiem gór. Drzewostan sosnowy bywa nasadzany także w miejscach, niebędących naturalnym siedliskiem borów sosnowych.
Charakterystyczna kombinacja gatunków
ChCl. : widłoząb miotlasty (Dicranum scoparium), rokietnik pospolity (Pleurozium schreberi), gajnik lśniący (Hylocomium splendens), pszeniec zwyczajny (Melampyrum pratense), piórosz pierzasty (Ptilium crista-castrensis), gruszyczka mniejsza (Pyrola minor), gruszyczka okrągłolistna (Pyrola rotundifolia), pawężnica brodawkowata (Peltigera aphthosa), siódmaczek leśny (Trientalis europaea), borówka czarna (Vaccinium myrtillus), borówka bagienna (Vaccinium uliginosum), borówka brusznica (Vaccinium vitis-idaea).
ChO. : sosna zwyczajna (Pinus sylvestris), chrobotek reniferowy (Cladonia rangiferina), chrobotek leśny (Cladonia arbuscula), widłoząb ciemny (Dicranum fuscescens), widłoząb kędzierzawy (Dicranum polysetum).
ChAll. : pomocnik baldaszkowy (Chimaphila umbellata), widlicz spłaszczony (Diphasiastrum complanatum), korzeniówka pospolita (Monotropa hypopitys), gruszyczka zielonawa (Pyrola chlorantha), jemioła pospolita rozpierzchła (Viscum album ssp. austriacum).
Podział
Dzielony jest na dwa podzwiązki:
- Dicrano-Pinenion Seibert in Oberd. (ed.) 1992 em. – bory sosnowe na glebach mineralnych i bory mieszane

DSAll. : kosmatka owłosiona (Luzula pilosa), Pszeniec zwyczajny (Melampyrum pratense), jarząb pospolity (Sorbus aucuparia).
- Piceo-Vaccinienion uliginosi Seibert in Oberd. (ed.) 1992 em. – bagienne bory sosnowe i brzeziny

DSAll. : borówka bagienna (Vaccinium uliginosum), kruszyna pospolita (Frangula alnus) (obficie), pszeniec zwyczajny (Melampyrum pratense ssp. paludosum), trzęślica modra (Molinia caerulea) (obficie), wierzba uszata (Salix aurita), torfowiec błotny (Sphagnum palustre) oraz gatunki z klasy Oxycocco-Sphagnetea.
Zespoły leśne należące do związku borów sosnowych Dicrano-Pinion
Grupa borów sosnowych na glebach mineralnych
- kontynentalny bór sosnowy świeży (Peucedano-Pinetum)
- subatlantycki bór sosnowy świeży (Leucobryo-Pinetum)
- śródlądowy bór sosnowy suchy (Cladonio-Pinetum)
- bór sosnowy wilgotny (Molinio caeruleae-Pinetum)
- nadmorski bór sosnowy (Empetro nigri-Pinetum)

Grupa borów mieszanych
- kontynentalny bór mieszany (Querco roboris-Pinetum)
- subborealny bór mieszany (Serratulo-Pinetum)

Grupa borów bagiennych
- bór sosnowy bagienny (Vaccinio uliginosi-Pinetum)
- brzezina bagienna (Vaccinio uliginosi-Betuletum pubescentis)
- bagienny bór trzcinnikowy (Calamgrostio villosae-Pinetum)

Dyskusyjne jest wyróżnianie w Polsce kolejnych zespołów z tego związku będących formami przejściowymi między typowymi borami a torfowiskami:
- Vaccinio uliginosum-Pinetum rotundatae
- Ledo-Pinetum sylvestris